# Norbert Herkenrath
Norbert Herkenrath (* 15. Juli 1929 in Siegburg; † 7. Mai 1997 in Aachen), bekannt unter dem Namen Prälat Herkenrath, war Priester der römisch-katholischen Kirche und Entwicklungshelfer. Er war von 1982 bis 1997 Hauptgeschäftsführer und ab 1990 Vorstandsvorsitzender des Bischöflichen Hilfswerks Misereor. 1995 wurde er bundesweit durch das Projekt und die Studie Zukunftsfähiges Deutschland bekannt.

## Leben
Nach dem Abitur in Siegburg studierte Herkenrath Philosophie und Theologie in Bonn und München. 1955 empfing er durch Josef Kardinal Frings in Köln die Priesterweihe und ging als Kaplan an die Pfarrei St. Maternus nach Köln-Rodenkirchen. Ende 1957 wurde Herkenrath Rektor des Erzbischöflichen Konvikts Collegium Josephinum in Bad Münstereifel. Von 1965 bis 1972 war er Diözesanjugendseelsorger im Erzbistum Köln. 1970 wurde er Geistlicher Beirat der Heimstatt-Bewegung. Ende 1972 stellte das Erzbistum Köln Herkenrath für die Übernahme  einer Seelsorgestelle in Parnaíba im brasilianischen Bundesstaat Piauí, frei. Von 1972 bis 1982 war er Pfarrer in Pedro II in Piauí. 1982 stellte das Erzbistum Köln den Priester Herkenrath als Geschäftsführer des Bischöflichen Hilfswerkes MISEREOR e. V. frei. Von 1990 bis 1997 war er Vorstandsvorsitzender von  MISEREOR.
In Kondolenzbriefen kondolierten Papst Johannes Paul II. und weitere Vatikanvertreter dem Kölner Erzbischof Kardinal Meisner zum Tod von Prälat Herkenrath und würdigten sein weltkirchliches Engagement.

## Initiator der Studie Zukunftsfähiges Deutschland
Norbert Herkenrath war zentraler Initiator der Studie Zukunftsfähiges Deutschland – Ein Beitrag zu einer global nachhaltigen Entwicklung, welche als gemeinsame Studie von Misereor und BUND von 1995 bis 1996 vom Wuppertal Institut durchgeführt wurde. Sie führte zu einer intensiven gesellschaftspolitischen und kirchlichen Diskussion über die nachhaltige Entwicklung Deutschlands und sorgte für großes Aufsehen, Interesse und Kritik. Die Studie war die erste wissenschaftlich fundierte Transformationsstudie für ein zukunftsfähiges Deutschlands. Ziel der Studie war es, aufzuzeigen, wie das Leben in einem zukunftsfähigen Deutschland aussehen könnte, das einen Beitrag dazu leistet, die natürlichen Lebensgrundlagen für kommende Generationen zu erhalten und dem Süden den Spielraum für eine sozial gerechte und ökologisch verträgliche Entwicklung zu öffnen. Zur Kommunikation der Studie wurden in Deutschland über 1.000 Veranstaltungen organisiert, sowohl durch die kirchlichen Bildungswerke als auch durch den BUND.
1995, als Norbert Herkenrath wegen der Studie angegriffen wurde, konterte er die Anfrage, warum MISEREOR sich mit der Zukunftsfähigkeit Deutschlands befasse: „Die dies fragen, sind Mitbürgerinnen und Mitbürger aus Deutschland. Unsere Partner in der Dritten Welt stellen diese Frage nicht. Sie fragen vielmehr danach, was wir hier zu verändern bereit sind, damit es eine lebenswerte Zukunft nicht allein für uns, sondern für alle geben kann. Von MISEREOR erwarten unsere Partner, dass wir in der Diskussion um die Zukunft der Bundesrepublik die Interessen der Armen der Dritten Welt vertreten. Die Einbeziehung der Interessen der Armen der Dritten Welt in die Überlegungen im Hier für das Jetzt und das Morgen war Programm.“ (Quelle: Presseamt des Erzbistums Köln 1997).

## Kirchliche Ämter
- 1982 Hauptgeschäftsführer und ab 1990 Vorstandsvorsitzender des Bischöflichen Hilfswerks MISEREOR
- 1984 Vorsitzender des Katholischen Akademischen Ausländer-Dienstes (KAAD)
- 1992 Präsident des Deutschen Katholischen Missionsrates (DKMR)
- 1992  Präsident der Internationalen Arbeitsgemeinschaft für Entwicklung und Solidarität (CIDSE) und stellvertretender Vorsitzender der Arbeitsgemeinschaft für Entwicklungshilfe e. V. (AGEH).
- Mitglied des Päpstlichen Rates ‘Cor Unum’
- Vorstandsmitglied der Deutschen Kommission Justitia et Pax
- Vorsitzender des China-Zentrums, Sankt Augustin.

## Auszeichnungen
- 1982 Ehrenprälat Seiner Heiligkeit
- 1995 Akademiemitglied der Franz von Assisi Akademie zum Schutz der Erde e. V.
- 1996 Verleihung des Bundesverdienstkreuzes 1. Klasse